# Jinín
Jinín är en ort i Tjeckien.   Den ligger i regionen Södra Böhmen, i den centrala delen av landet, 100 km söder om huvudstaden Prag. Jinín ligger 444 meter över havet och antalet invånare är 182.
Terrängen runt Jinín är lite kuperad, och sluttar norrut. Runt Jinín är det ganska glesbefolkat, med 28 invånare per kvadratkilometer. Närmaste större samhälle är Písek, 15,0 km nordost om Jinín. Omgivningarna runt Jinín är en mosaik av jordbruksmark och naturlig växtlighet.